# Чэнь, Роберт
Роберт Чэнь (англ. Robert Chen, кит. 陳慕融 Чэнь Мужун; род. 1969, Тайвань) — американский скрипач тайваньского происхождения.
В одиннадцатилетнем возрасте переехал с семьёй в Лос-Анджелес для занятий с Робертом Липсетом. Участвовал также в мастер-классах Яши Хейфеца, затем учился в Джульярдской школе у Дороти Делэй. В 1994 г. завоевал первую премию Международного конкурса скрипачей имени Йозефа Иоахима в Ганновере.
С 1999 г. Роберт Чэнь — концертмейстер и солист Чикагского симфонического оркестра. Он также преподаёт в чикагском Университете Рузвельта.